# Wiktoria Johansson
Wiktoria Vendela Johansson, conosciuta semplicemente come Wiktoria (Brämhult, 8 novembre 1996), è una cantante svedese.

## Biografia
Wiktoria Johansson è cresciuta a Brämhult e ha studiato al ginnasio musicale Rytmus di Göteborg.
Nel 2011, prende parte al Lilla Melodifestivalen, festival canoro per ragazzi dai 12 ai 15 anni basato sul Melodifestivalen. Nella competizione, la cantante conquista il quarto posto, con la canzone Jag behöver dig, composta da lei stessa.
Nel 2016, Wiktoria è una dei 28 artisti in competizione al Melodifestivalen con la canzone Save Me. Dalla seconda semifinale, passa direttamente in finale, dove conquista il quarto posto con le giurie internazionali e il secondo col televoto, piazzandosi al quarto posto nella classifica finale. Il brano diviene il singolo di debutto di Wiktoria e viene distribuito in download digitale il 28 febbraio 2016, raggiungendo la terza posizione sia nella Sverigetopplistan che nella Svensktoppen, restando in classifica rispettivamente per 12 e 7 settimane.
Nel 2017, Wiktoria presta la sua voce a Vaiana, protagonista del film Disney Oceania, nella sua versione svedese. Nello stesso anno, prende nuovamente parte al Melodifestivalen con la canzone As I Lay Me Down. Dopo aver ottenuto la qualifica direttamente in finale dalla quarta semifinale, Wiktoria si piazza ottava col voto delle giurie, ma seconda al televoto, ottenendo il sesto posto in totale. La canzone rimane nella Sverigetopplistan per 24 settimane, con un picco in seconda posizione. In maggio, Wiktoria è la portavoce della Svezia all’Eurovision Song Contest di quell’anno.
Nel 2019, Wiktoria si ripresenta per la terza volta al Melodifestivalen con il brano Not with Me. Dalla prima semifinale, si classifica tra i primi due posti, accedendo direttamente alla finale, dove raggiunge il sesto posto.

## Discografia

### Album in studio
- 2021 – Exposed

### Singoli
- 2011 – Jag behöver dig
- 2016 – Save Me
- 2016 – Yesterday R.I.P
- 2016 – Unthink You
- 2017 – As I Lay Me Down
- 2017 – I Won't Stand in Your Way
- 2018 – Perfect Memory
- 2018 – I Told Santa
- 2019 – Not with Me
- 2019 – OMG
- 2020 – We Don't Talk
- 2020 – Fuck This Place Up (con Hayes feat. Famous Dex)
- 2020 – I det blå
- 2020 – H2BU
- 2020 – One Wish for Christmas
- 2021 – Need You to Know

## Filmografia

### Doppiaggio
- Vaiana in Oceania e Ralph Spacca Internet (versione svedese)